# Contracaecum ogcocephali
Contracaecum ogcocephali är en rundmaskart. Contracaecum ogcocephali ingår i släktet Contracaecum och familjen Anisakidae. Inga underarter finns listade i Catalogue of Life.